# Gephyraspis contranota
Gephyraspis contranota är en fjärilsart som beskrevs av Diakonoff 1973. Gephyraspis contranota ingår i släktet Gephyraspis och familjen vecklare. Inga underarter finns listade i Catalogue of Life.